# 琳赛·达文波特
琳赛·达文波特（英語：Lindsay Davenport，1976年6月8日—），美國前職業網球運動員，單打最高世界排名第一，三座大滿貫得主，國際網球名人堂成員。
黛文波特曾奪得三次大滿貫女單冠軍：1998年美國網球公開賽、1999年溫布頓網球錦標賽、2000年澳洲網球公開賽，也是1996年亚特兰大奥运会女單金牌得主。
黛文波特以她的強力正手抽擊、高穩定性和發球強勁聞名，於1998年創造高峰，擊敗辛吉斯奪得美國網球公開賽冠軍，也在當年年終排名第一。雖然在1999年世界第一的寶座又讓回給辛吉斯，但是他在當年擊敗格拉芙成為溫布頓網球錦標賽的新科冠軍隔年的2000年初又奪得第三個大滿貫冠軍 - 澳洲網球公開賽。
她與辛吉斯在1997年至2001年的兩人爭奪戰，終因威廉絲姊妹的崛起而使得當時的網壇成為戰國時代，而自此結束兩人爭奪世界第一的時代；她於2005年的表現可說是驚艷，不僅獲得兩個大滿貫的亞軍（澳洲網球公開賽決賽中輸給、溫布頓網球錦標賽決賽中輸給），但仍能夠奪得年終排名第一。

## 網球生涯

### 與辛吉斯的大對抗時期：1997年–2001年

#### 1997年
生涯第一次以世界前五結束賽季：贏得六項冠軍：奧克拉荷馬城、印第安泉一級賽、埃米莉島、亞特蘭大、蘇黎世一級賽、芝加哥；並打進生涯第一次的大滿貫半决赛——當年的美國網球公開賽，被當年非常神勇的辛吉斯擊敗；費城網球賽則奪得亞軍（擊敗诺沃特娜而在決賽被辛吉斯以第三盤76的比數擊敗）；WTA年終賽中雖握有賽末點，但是還是被擊敗。1997年自5月5日以來打進世界前五，而當年的10月20日開始一直到2002年的4月21日都保持在世界前五；當年還奪得美國網球公開賽的雙打冠軍（與诺沃特娜搭檔）。

#### 1998年
生涯第一次年終排名第一，贏得六項冠軍，當年最後十個比賽中有八個都打進決賽，而贏得五項冠軍；當年贏得超過三百萬美元的獎金；在當年的10月12日成為世界第一，也是自電腦排名（1975年）以來第八位、美國籍第三位取得世界第一寶座的女人，並且自C. Evert後為第六位取得年終排名第一的美國女人。中斷辛吉斯第一次及最長一次（80週）的壟斷世界第一名的位置；當年在她母親生日當天取得第一個大滿貫冠軍——1998年美國網球公開賽的女單冠軍，決賽中擊敗辛吉斯，在WTA年終賽取得亞軍，擊敗格拉芙，但是後來輸給辛吉斯。

#### 1999年
這年她年終排名為第二名，辛吉斯重新奪取了年終世界第一的寶座，但是黛文波特取得她的第二個大滿貫冠軍──溫布頓網球錦標賽：在八強擊敗1998年冠軍诺沃特娜，而在決賽中擊敗七次溫布頓網球錦標賽的冠軍得主──格拉芙，成為第三個自公開賽年代以來奪取溫布頓網球錦標賽冠軍的美國女人，同樣在溫布頓網球錦標賽獲得女雙的冠軍（與Morariu搭配）；在美國網球公開賽中，解救兩個賽末點而擊敗M. Pierce而晉級四強，但是卻被後來的冠軍──小威廉絲(Serena Williams)所擊敗。但是在WTA年終賽中奪冠，尤其是在決賽中一舉擊敗一號種子辛吉斯，使他們之間的大對抗來到高峰；在Philadelphia中，擊敗大威廉絲(Venus Williams)和辛吉斯；在Miami的賽事中，因為左腕傷痛退賽，這傷勢使她退出了Hilton Head、聯邦盃的第一輪、Filderstadt和Zurich。

#### 2000年
2000年中奪取了澳洲網球公開賽的女單冠軍及再一次的年終排名第二；打進十一次的決賽，贏得其中的四個，包括：澳洲網球公開賽終止了Hinigs在澳網的27連勝；在4月17日成為有電腦排名以來單雙打都成為Navratilova、Sanchez-Vicario和辛吉斯之後世界第一的WTA球員；自1999年的九月至2000年五月以來，贏得了38場比賽中的36場，而且只要聯邦盃的陣容有她，美國隊就成為不敗之隊，美國在1999和2000年都奪得冠軍。不過這年因左腳踝的傷勢使得退出了：Amelia Island和Hilton Head 兩場比賽，各項傷勢開始困擾著她：後背部的傷又使得她退出了Miami，不過她在Madrid忍著傷痛奪冠。在法國網球公開賽第一輪遭遇Van Roost，因背部痙攣而退賽，使得她成為自1925年顗來第一個在大滿貫第一輪中以第二種子身分輸球。

#### 2001年
連續第五次以世界前三名、第二次以世界第一結束當年賽季；奪得七個冠軍（兩項第一級和五項第二級賽事），也是當賽季成績最好的球員，但她還是為傷病所困擾，在Miami與Dementieva八強遭遇退賽後，休養了兩個半月，退出當年的四五月賽事，包括法國網球公開賽；復出後，奪得Eastbourne冠軍，也在溫布頓網球錦標賽打入四強輸給大威廉絲(Venus Williams)；奪取日本的Tokyo [Pan Pacific]冠軍，決賽中擊敗辛吉斯；奪取Filderstadt、Los Angeles、Zurich和Linz等冠軍，於德國慕尼黑舉行的WTA年終賽決賽退賽獲得亞軍，使得小威廉絲(Serena Williams)首次參賽就拿下冠軍，但是因為在四強中擊敗Clijsters，而使得她的積分超過了J. Capriati十分，而取代了Capriati成為年終排名第一。
- 小計：自1995年雪梨交手以來到2006年的Indian Wells交手25次，Davenport贏得14次。

### 進入傷痛纏身的生涯：2002–2004

#### 2002
因為右膝的傷勢而於當年1月11日動了膝關節的手術，及復健了九週，所以退出許多比賽： 澳洲網球公開賽、法國網球公開賽、溫布頓網球錦標賽；當年第一次亮相是為了美國隊在聯邦盃的比賽中對陣以色列隊而復出；當年的第一個單打比賽是Stanford，擊敗六號種子J. Dokic在準決賽，不過在決賽中對上K. Clijsters，本來擁有領先的優勢，卻還是以三盤輸球僅得亞軍；接下來在San Diego、美國網球公開賽也打進準決賽，但是最後輸給了當年橫掃大滿貫的小威廉絲(Serena Williams)；Los Angeles、New Hevan、Moscow和Zurich都進入決賽；在Zurich中成為繼2000年Filderstadt的Hingis之後，第二個連續在同一個賽事中打敗Clijsters和Henini-Hardenne，最終還是敗給後來的冠軍──瑞士的P. Schnyder；連續九年打進WTA年終賽，不過第一輪就輸給M. Seles，雖然握有七次賽末點...，最終年終排名是12名，這是七年來第一次掉出了十名外。

#### 2003年
七年中已經有六次年終排名前四，打了16場巡迴賽，打進六個決賽。以排名12開始這年賽季，打進雪梨公開賽的決賽，八強中擊敗第四種子D. Hantuchova但是終究在決賽中被K. Clijsters擊敗；在澳洲網球公開賽中，過去六年中，第一次第四輪就出局，以3hr, 13min敗給J. Henin-Hardenne 75 57 97。不過他在東京的Pan Pacific還是奪得東山再起的冠軍，擊敗M. Seles於決賽中；並且在美國Indian Wells、Amelia Island、Los Angeles、New Haven都打進決賽，最終獲得亞軍。當打完Amelia Island比賽後，他的左腳就出現了一些傷病，而使得他退出了法國網球公開賽第四輪的比賽及New Haven的決賽，而且最終在當年的十月十五日需要手術。不過他在美國網球公開賽和溫布頓網球錦標賽 中成功的又復出了，打進四強，但是美網輸給了K. Clijsters而溫網八強輸給了大威廉絲（Venus Williams），最終她有獲得WTA年終賽的資格但是還是因為腳傷而退出比賽動手術。

#### 2004年
生涯第三次世界排名第一位結束賽季，在這個賽季也是贏得最多冠軍的選手──七個冠軍：決賽中擊敗M. Maleeva贏得第四個東京第一級賽事──Pan Pacific；決賽中擊敗A. Mauresmo於美國的Amelia Island，這也是她近五年第一個紅土賽事（最近的是1999年馬德里）；之後在夏天的美國硬地賽事連續奪得四個冠軍，也贏得17連勝：第三個也是打進決賽的第四次Stanford，擊敗大威廉絲V. Williams 76(4) 57 76(4)；第四個洛杉磯冠軍，冠軍賽中擊敗小威廉絲(S. Williams)，再加上四強中因大威廉絲（V. Williams）腳傷中途退賽，Davenport也成為第五位，繼2001澳洲網球公開賽的M. Hinigs和2002WTA年終賽的K. Clijsters後在同一個賽事中擊敗威廉絲（Williams）姐妹的人；決賽中擊敗A. Myskina的San Diego冠軍和擊敗俄羅斯的V. Zvonareva之Cincinnati冠軍；還有因為Mauresmo腳傷復發而贏得Filderstadt。在大滿貫的方面，雖然還是沒有獲得任何大滿貫的冠軍，但是在溫布頓網球公開賽打進四強，輸給後來的冠軍──M. Sharapova，雖然她比賽中曾經有一盤在手，而且在因雨中斷比賽前還破了對手發球局，但是還是輸了...；在美國網球公開賽中，再次擊敗大威廉絲（V. Williams），但是四強中還是輸給了後來的冠軍──俄羅斯的S. Kuznetsova；在澳洲網球公開賽中打進八強輸給了J. Henin-Hardenne（也是後來的冠軍），雖然她曾經取得4-0的盤數領先但是最終還是以7-5 6-3 輸球！；在法國網球公開賽中，於第四輪因右膝痛輸給了後來的亞軍──E. Dementieva；其他賽事的表現：於美國的Indian Wells打進決賽最後輸給了J. Henin-Hardenne；於Strasbourg也打進決賽輸給了Schaul；打進雪梨公開賽的四強，面對Henin-Hardenne退賽，雪梨公開賽雙打也打進四強（W/Morariu）！在Moscow亦打進四強，輸給了第一次輸的A. Myskina；打進Charleston八強輸給Schnyder； 與James Blake撘配幫助美國隊贏得霍普曼盃冠軍；在9/13成為第一個取得WTA年終賽資格的選手，最後也贏得冠軍；於10/18重新獲得世界第一的寶座，總週數為38周，中間間隔了144周讓她重新獲得世界第一的寶座；這個賽季的單打勝場數為63場，與Mauresmo並列第一，也成為獎金排行第三位的選手。

#### 2005年
2005年是她第四次年終排名第一的一年，這年她共奪取6座冠軍（包括Dubai（決賽擊敗J. Jankovic）、Amelia Island（擊敗Farina Elia）、New Haven（擊敗A. Mauresmo）、Bali（擊敗F. Schiavone）、Filderstadt（擊敗A. Mauresmo）、Zurich（擊敗P.  Schnyder）)，這個Zurich的頭銜是她第十一個第一級賽的冠軍，也是生涯第51個冠軍，並且有打進兩項大滿貫的決賽，跟當年的M. Pierce相同；當她就快要奪得人生的第四個大滿貫，但是還是被Williams姐妹封殺....2005年的澳洲網球公開賽，作為第一種子，在八強賽第三盤以9-7擊敗A. Molik，這場比賽也讓他締造一個新紀錄：第一位在澳洲網球公開賽中贏得50勝的選手！又以三盤在四強中擊敗N. Dechy；但是卻在決賽中以6-2 3-6 0-6輸給第七種子S. Wiiliams，且自第二盤打至3-3後就連丟九局；而在溫布頓網球錦標賽決賽中，即使第二盤握有一個冠軍點，卻遭到狀況回穩的大威廉絲（V. Williams）逆轉成功僅獲得亞軍，但是卻也創下了史上歷時最久的大滿貫女單決賽。

### 2006全年表現
一月以第一種子的身分參加澳洲網球公開賽打進八強，這是她第九次打入澳網的八強，最後以三盤比數輸給亞軍J. Henin-Hardenne，這是她連續第五次輸給Henin-Hardenne，使生涯對戰紀錄為五五平手；於1/30失去了世界第一的寶座給K. Clijsters，不過生涯獎金從第三升至第二。於日本的Pan Pacific因腳踝傷勢賽事退賽。二月於中東的Dubai打進四強，在這裡拿到生涯的第700場勝利，而且在第二輪遇上俄羅斯的E. Likhovtseva時給了對手"雙蛋"，這是她生涯第四次，不過最後卻輸給之前給過雙蛋的M. Sharapova...。三月時的Indian Wells第四輪，重現1998的經典對決：Hinigs vs. Davenport，最後是由拿外卡參賽的Hinigs奪得勝利。這次的Indian Wells是她第二次沒有打進八強或更好，當她被擊敗後，也是第一次這賽事八強中沒有任何美國人。四到七月都處於傷勢所苦的態勢，沒有參加任何比賽。八月美國網球公開賽系列賽復出；於洛杉磯的賽事中，因身為第四種子首輪輪空，第二輪遭遇澳洲的S. Stosur被擊潰，這也是Stosur第一次擊敗前十名的球員；接下來參加New Haven，打進這年的第一個決賽（作為第7種子和衛冕冠軍的她，途中擊敗Srebotnik, Schiavone，第一種子Mauresmo和LL Stosur），不過右肩的傷勢讓她不得不在面對Justin Henin時放棄；第十次參加美國網球公開賽，在第二輪又給了對手Kostanic"雙蛋"，已是今年的第三次了，但是很不幸在八強又遭逢「天敵」——Henin所阻礙，以64 64 敗陣。在Bali打進四強，也在此場比賽經歷她第900場比賽，最後輸給後來的冠軍S. Kuznetsova，不過她還是跟Morariu搭配的雙打還是贏得第36個雙打冠軍。

### 2007年表現
今年因懷孕而暫時停止巡迴賽程，於六月生下一個男孩——Jagger Jonathan Leach；八月參加New Heaven的雙打賽事，第一輪就遭遇世界第一組合：Huber/Black而被淘汰，算是籤運不佳，但是於九月的峇里島國際賽事卻擊敗了世界排名第十二位的第二種子——D. Hantuchova而奪得了復出的首個冠軍，使他個人的冠軍數還能再添一筆。在加拿大魁北克市的比賽中也奪魁，這兩個冠軍使得他排名重回前100名而創下連續15年年終排名都在100名內的紀錄。

### 2008年表現
一月於奧克蘭贏得生涯第54個冠軍，打破M. Seles的53個生涯冠軍紀錄；自1月7日排名回升至52；於澳網比賽中止步第二輪，輸給M. Sharapova，但是由於這第二輪的獎金使他超越生涯獎金榜原本第一位的S. Graf，而成為獎金榜的第一位；在聯邦盃的表現上也同樣優秀，帶領美國隊擊敗德國隊而晉級聯邦盃世界組第二輪。

## 大满贯

### 女單冠軍（3）
| 年份 | 比賽 | 場地 | 決賽對手 | 對手國籍 | 勝方比分 |
| ---- | ---- | ---- | -------- | -------- | -------- |
| 1998 | 美网 | 硬地 | 辛吉斯   | 瑞士     | 6–3、7–5 |
| 1999 |      | 草地 | 格拉芙   | 德国     | 6–4、7–5 |
| 2000 | 澳网 | 硬地 | 辛吉斯   | 瑞士     | 6–1、7–5 |

### 女單亞軍（4）
| 年份 | 比賽 | 場地 | 決賽對手 | 對手國籍 | 勝方比分      |
| ---- | ---- | ---- | -------- | -------- | ------------- |
| 2000 |      | 草地 |          | 美国     | 6–3、7–6      |
| 2000 | 美网 | 硬地 |          | 美国     | 6–4、7–5      |
| 2005 | 澳网 | 硬地 |          | 美国     | 2–6、6–3、6–0 |
| 2005 |      | 草地 |          | 美国     | 4–6、7–6、9–7 |

## 奧運會

### 女單金牌（1）
| 年份 | 比賽           | 場地 | 決賽對手 | 對手國籍 | 勝方比分 |
| ---- | -------------- | ---- | -------- | -------- | -------- |
| 1996 | 亞特蘭大奧運會 | 硬地 | 桑琪絲   | 西班牙   | 7–6、6–2 |

## WTA巡迴賽

### 單打冠軍（55）
- 1993 (1) - 瑞士卢塞恩（歐洲公開賽）
- 1994 (2) - 布里斯班（達能硬地錦標賽）、卢塞恩（歐洲公開賽）
- 1995 (1) - 斯特拉斯堡
- 1996 (3) - 斯特拉斯堡、亚特兰大奥运会、洛杉磯（阿庫拉經典賽）
- 1997 (6) - 奧克拉荷馬城（IGA經典賽 / 美國國家室內錦標賽）、印第安泉一級賽（南加州農保險艾華特盃）、美國埃米莉島（博士倫錦標賽）、亞特蘭大（美國硬地錦標賽）、蘇黎世一級賽、芝加哥（美國科技盃）
- 1998 (6) - 東京一級賽（東麗泛太平洋公開賽）、美國史丹福（西部銀行經典賽）、聖迭哥（東芝經典賽）、洛杉磯（阿庫拉經典賽）、美網、蘇黎世一級賽
- 1999 (7) - 悉尼國際賽（Medibank International）、馬德里、溫布頓、史坦福（西部銀行經典賽）、東京公主盃、費城（Advanta錦標賽）、WTA年終賽
- 2000 (4) - 澳網、印第安泉一級賽、奧地利林茨（Generali 女子賽）、費城（Advanta 錦標賽）
- 2001 (7) - 東京一級賽（東麗泛太平洋公開賽）、美國斯科茨戴爾（州立農業保險經典賽）、英國伊斯特本（不列顛資產管理國際錦標賽）、洛杉磯（estyle.com 經典賽）、德國菲爾德斯塔特（保時捷大奬賽）、蘇黎世一級賽、林茨（Generali 女子賽）
- 2003 (1) - 東京一級賽（東麗泛太平洋公開賽）
- 2004 (7) - 東京一級賽（東麗泛太平洋公開賽）、埃米莉島（博士倫錦標賽）、史丹福（西部銀行經典賽）、洛杉磯（JP摩根Chase公開賽）、聖迭哥一級賽（阿庫拉經典賽）、辛辛那提（西南財團公開賽）、菲爾德斯塔特（保時捷大奬賽）
- 2005 (6) -   、埃米莉島（博士倫錦標賽）、紐黑文（百樂筆公開賽）、峇里島（Wismilak 國際賽）、菲爾德斯塔特（保時捷大奬賽）、蘇黎世一級賽
- 2007 (2) - 峇里島（聯邦銀行經典賽）、魁北克城（貝爾挑戰賽）
- 2008 (2) - 紐西蘭奧克蘭（奧克蘭儲蓄銀行經典賽）、孟菲斯（Cellular South Cup / 美國國家室內錦標賽）

## 外部連結
- Lindsay Davenport | International Tennis Hall of Fame （页面存档备份，存于） （英文）
- 琳赛·达文波特的国际女子网球协会官方資料（英文）
- 琳赛·达文波特的國際網球總會 職業／青少年 官方資料（英文）
- Fed Cup - Player profile - Lindsay DAVENPORT (USA) （页面存档备份，存于） （英文）